# 仕事納め
仕事納め（しごとおさめ）とは、年末となる12月下旬の最後の業務日のこと。

## 解説
日本国内の行政官庁では、行政機関の休日に関する法律（昭和63年12月13日法律第91号）に基づき、12月29日から1月3日までを休日とし、原則として公務を行わないものとしており、12月28日を御用納めとして、その年の最後の業務日となっている。12月28日が土曜日、日曜日に当たるときは、それぞれ12月27日、12月26日が御用納めとなる。また、裁判所については、裁判所の休日に関する法律（昭和63年12月13日法律第93号）により、国会に置かれる機関（裁判官弾劾裁判所、裁判官訴追委員会、国立国会図書館並びに各議院に置かれる事務局及び法制局その他法令に基づき各議院に置かれる機関で両議院の議長が協議して定めるもの）については、国会に置かれる機関の休日に関する法律（昭和63年12月27日法律第105号）により、同様に定められている。なお、2023年は清和政策研究会（安倍派）の裏金問題のため30日に西村康稔の事情聴取が行われた。
また、地方公共団体は、地方自治法第4条の2によりその休日を条例で定めるものとされており、同条第2項第3号で「年末又は年始における日で条例で定めるもの」と決められている。そのため、条例により年末年始の休日が定められ、その前日が御用納めとなるが、条例で12月29日から1月3日まで以外の日程で定められていれば必ずしも12月28日が御用納めになるわけではなく、条例で定められた年末年始の休日の前日が当然に御用納めになり、その日が土曜日、日曜日に当たる場合はその前の平日が御用納めとなる。
一般企業でもこれに準じていることが多いが、年末が多忙な業種などでは12月29日を仕事納めとし12月30日から1月4日までの6日間を休日とする企業もある。また、銀行などの金融機関では、12月30日まで窓口業務を行っている。12月30日が土曜日に当たるときは12月29日で、日曜日に当たるときは12月28日で、窓口業務を終了する。
2019年12月6日、豊田市は仕事納め式と仕事始め式を有給休暇取得の働き方改革として廃止すると発表。全国では長野県や滋賀県彦根市などが2018年〜2019年の年末年始に廃止している。